# Planetkärna

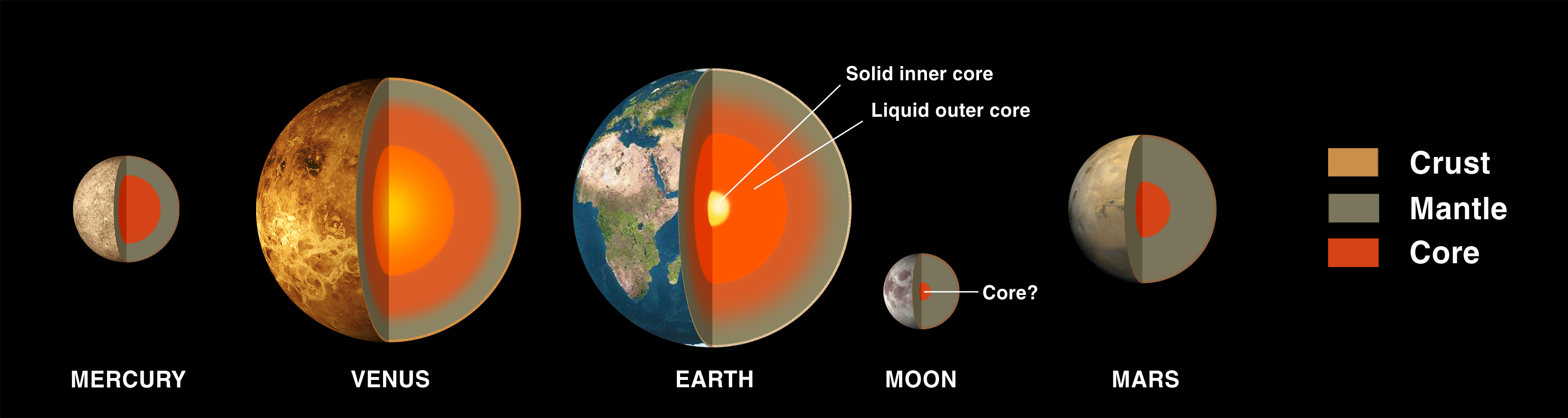
Stenplaneternas inre

En planetkärna är de innersta lagren i en planet.
Stenplaneternas kärnor är huvudsakligen uppbyggda av järn som både kan vara fast och/eller flytande. Jordens kärna är delvis flytande, medan Mars' tror man är helt fast, på grund av avsaknaden av ett inregenererat magnetfält för de senaste ~4 miljarder år sedan. I vårt solsystem kan kärnstorleken variera från nästan inget (månen) till nästan 75 % av en planets radie (Merkurius).